# Fronteira Camarões–Gabão
A fronteira entre Camarões e Gabão é a linha que limita os territórios dos Camarões e do Gabão.
É uma linha que segue o curso dos rios Ntem (Campo) Kom e Ayina, entre os pontos de tríplice fronteira de ambos os países com a Guiné Equatorial (a oeste) e a República do Congo (a leste).
Provém da fronteira entre os Camarões Alemães (Kamerun) e o Gabão Francês, elaborada durante a convenção franco-alemã de 9 de Abril de 1908.  Materializa em vários rios, incluindo o Kye, Ntem, Kom e Ayina.

## Descrição
A fronteira entre Camarões e Gabão segue o talvegue e as linhas medianas dos rios Kye, Ntem, Kom e Ayina em quase 90% do seu percurso. O restante da fronteira consiste em um segmento de linha reta com pouco mais de uma milha a leste da tríplice fronteira com a Guiné Equatorial no rio Kye, e uma linha de aproximadamente 19 milhas através de uma área sujeita a inundações entre Kom e Ayina. 